# Cafesta
Cafesta（カフェスタ）とは、カフェスタ株式会社が運営していたアバターを用いたコミュニケーションポータルサイトである。2009年5月31日をもって閉鎖され、全サービスが終了している。
サイトの主な機能としては個人が管理できる簡易WebページであるMyHP、ウェブブラウザベースのチャット、メンバー同士のサークル、オンライン時のメッセージの拡張であるちょこめなどがある。なお、閉鎖にあたってアカウントや一部データは移行手続きを踏むことでアットゲームズへ引き継がれたが、2017年3月31日のSNS機能の廃止をもって引き継がれたデータも消失した。

## 概要
- 2002年7月24日、東京通信ネットワーク株式会社によるポータルサイトとしてサービス開始。
- 2004年1月19日、ゲームサービスをβとして提供開始。
- 2004年6月1日、佐世保小6女児同級生殺害事件発生。実名が上がることは報道ではなかったものの、映像、発言内容から、同サイト内で発生した事が判明している。
- 2004年6月3日、ゲームサービスの正式リリース。
- 2004年8月1日付でCafesta事業を会社分割し、韓国のDaum Communications Corp.と株式会社パワードコムが設立した合弁会社「TAON」にCafesta事業を譲渡。TAONの出資比率はDaumが65%、パワードコムが35%。
- 2004年12月9日、サイト全体のリニューアルを行う。
- 2005年3月23日、カフェスタゲームのサービス終了。
- 2005年12月14日、株式会社サミーネットワークスと提携し、MyHPでBGMを流すサービスを開始する。配信されるデータは着信メロディーをwma形式で録音された物をストリーミングにより配信する形で行われた。
- 2006年6月28日、MyHPでのBGMサービス終了。
- 2007年3月20日、Daumのライコス買収に伴い株式会社TAON（タオン）からライコスジャパン株式会社へ社名を変更。なお、この法人は2003年までポータルサイト「ライコス」を運営していたライコスジャパン株式会社とはまったく別の組織である。
- 2008年3月27日、ライコスジャパンからMCJ傘下にあるA&Tへ事業は売却された。Daumのライコス事業との兼ね合いの中で同社は選択と集中等の観点から「ライコスクリップ」など総合動画サービス事業に特化・集中するのが狙いとしていたが、同事業については2008年11月29日にサービスを終了している。対するA&Tは買収時点では業務を行っていない休眠会社であり、事実上MCJによる事業の買収である。MCJ側の目論見としてはPC製品と絡めたグループマルチポータルサイトの構築だった。事業譲渡に伴い事業目的、社名の変更を行うことを発表していた。また事業譲渡を契機としMCJのEC事業においてライコスジャパンのもつ動画ソリューションを利用した共同展開も予定していたため2009年1月迄の間、回線は実際に利用する帯域よりも大きな契約を行っており後に契約を変更している。
- 2008年4月1日、社名を株式会社カフェスタと変更し正式にMCJの傘下の企業として運営が開始された。サービスそのものは全て譲渡、継続されている。サイト内のコピーライト表記も書き換わりつつあるが、2009年4月時点においても未だ旧社名が見られる状況にある。
- 2008年4月23日、カフェスタ株式会社の初代代表取締役のMyHPが開設される。いくつかの日記が書かれていたが、更新は滞りがちで、6月には退社していることもあり、9月頃に挨拶が書き込まれることもなくひっそりと削除されている。
- 2008年11月25日、取締役の個人的なMyHPで同社の経済的な窮状がリークされ運営方針の転換が語られるようになった。
- 2008年12月5日、公式なリリースとして今後の運営が現状維持では困難であること、カフェスタパスポート、アバターの購入など直接的な収益を必要とすることをメールで送信すると共にサイトに掲示を始めていた。但し、その協力がどの程度必要なのか今後の計画がどうなっているかなどの情報は明示せずにこれらのアナウンスは行われた。
- 2008年12月15日、経済的な窮状をユーザに訴えるという異例のアナウンスが記事となり代表取締役社長・上澤馨によるインタビューがWeb上に掲載された。公式にリリースされた内容と異なり、記事では明確に無料での運営は不可能で全面的に有料化へ舵を切る旨が語られている。同時に買収時に考えていたユーザ層と異なった、無料が当たり前ということが理解できないと語るなど買収前に確認すべき事項を確認せずに買収したことなどが話題になっている。
- 2009年1月14日、当初同年1月20日に開始予定であった無料ユーザに対する制限を企画や進捗を理由として事実上白紙化し今後改めて制限を行う可能性がある旨を記載の上、全面有料化については事実上撤回という形になっている。これは直前の有料化無しに維持は出来ないというアナウンスと矛盾するものではあるがユーザの利害としては無料での利用が継続されるという形になり、混乱は見られなかった。
- 2009年2月5日、桜井くみ子が公式ブログを開設。特設的に作成されることはあったが、公式の場として作られたのは最初で最後である。
- 2009年3月16日、グループ会社の移転に伴い住所を〒101-0032 東京都千代田区岩本町2丁目12番5号 早川トナカイビル7階から株式会社iriver japanとともに株式会社シネックスの本店と同じ住所である〒110-0005 東京都台東区上野1-16-5 第二産経ビル5Fへ移転。
- 2009年4月30日、桜井くみ子がブログを移転。同日、5月1日のカフェスタパスポート会費徴収の見送りをアナウンス。理由は「日頃のご愛顧への感謝」としているが、新規パスポート会員の受付中止も同時にアナウンスされた。
- 2009年5月8日、公式HPにて5月31日をもって閉鎖することが告知され特徴は異なりつつもアバターを用いたシステムを持つアットゲームズへの移行キャンペーンがアナウンスされている。カフェスタパスポートへの入会により閉鎖を回避するという旨の発言では有ったが、それを目的とした入会が有ったにもかかわらず現実には閉鎖という結末を迎えた。尚、移行は自動的に行われる物ではなく、ユーザが自主的に移行手続きを踏むことで一部データが移行される。
- 2009年8月27日、予定スケジュールよりも大幅に遅れて、ログインが不可能な状態になっている。トップページは移行の案内となり、ジークレストの管理下のページになった。また、従来のコンテンツの一切は、Webサーバは動いているものの初期ページか、404の表示になっていた。
- 2010年1月5日、本来の終了予定である2009年6月30日より大幅に遅れてユーザーのアカウントの移行サービスを終了。
- 2017年3月31日、アットゲームズのSNS機能廃止に伴い、引き継がれたデータを含む一切も無くなる。

初期のシステムはガイアックス、Daumによって構築された物でありHTMLソース、メッセンジャーのコピーライト、ニュースリリースからそれらは読み取ることが可能である。
サイトには多くのInternet Explorer依存コードが含まれ、若干の対応は行われたもののサービスによってはTrident以外のレンダリングエンジンを使用した場合、利用できない、レイアウトが崩れる機能などもある。
過去にはカフェスタメールというフリーメールを使えるサービスがあったが、現在はなくなっている。その後、メッセージ機能がつきカフェスタ会員同士のみでメッセージが送受信が行えるようになった。オンラインゲームや不動産情報など、多岐にわたったサービスを提供しつつもひっそりと消えていく事も多い。基本利用は無料、アバターアイテム、追加サービスの利用、購入にはカフェスタキャッシュというサイト内通貨を介した料金が発生する。
尚、サイト自体の運用はリニューアル前から不安定さが伴い度々サイト内の機能が利用できないといった事態が発生する。概ね数時間程度で復旧することが多いものの、日記など直接フォーム等に入力する用途が多いため送信したデータがタイムアウトや通信障害でサーバに受信されないことによる消失などの悲鳴は日記などによく見られる光景である。またトラブル時にもダウンタイムを設けず不安定な状態のまま運用しながら復旧するため、正常な状況かの判断は微妙なところにある。
リニューアル、停止を伴うメンテナンスを実行する際も事後にトラブルが発生することや予定時間を大幅に超過することの方が多い。
有料化、直接的な収益を得る方針としては従来のアバターの販売以外に物品の販売を企画したりカフェスタキャッシュの代わりであった商品券の廃止、カフェスタPassportの開始などが挙げられる。ユーザの目立つ利用者層が低年齢に多く分布していること、無料でのサービス提供が前提であったことからの方針転換への反発、アナウンスの不出来さ等により有料化を強く打ち出した際には混乱が生じていたがその後、アバターアイテムに対する事実上の課金を除けばほぼ現状維持という状況になり事態は収束に向かっていた。
その後、2009年1月15日のクレジットカード決済の無効化、モールのアバターアイテム更新頻度の低下から閉鎖が噂される様になり4月30日の他社アーティストのブログ移転、パスポート会費の決済を行わない処理等から更にその声は大きな物となった。
広報やアナウンスは行われぬままであったが、5月8日に突然に正式な形でサイトの閉鎖が告知とアットゲームズへの移行キャンペーンがアナウンスされた。
機能としては類似した機能を持つアットゲームズであるが、同等の機能が無い部分など移行できるデータは日記、カフェ友の登録情報などのみであり基本的に有料で手にしたアイテム、カフェスタキャッシュ、ガチャ券等、サイト内の財産と呼べる物は交換用の券や通貨に変換される。無料で手にした物、プレゼントなどで入手した物への権利は消失する。
推奨OSはWindows 98SE / ME / NT4.0 / 2000 / XP。Macintosh環境では、一部のサービスが利用できない場合があった。

## サービス内容

### MyHP
Cafestaの会員になると、「MyHP」という会員用の簡易ホームページを持てる。一般的なブログとは異なり、幾つかの機能が統合された独自レイアウトの個人用のページである。カフェスタPassportの開始により、開発中であった所謂ブログに近いレイアウトの表示も選ぶことが出来るようになった。
2004年12月9日にリニューアルされ、主にエディタを中心とするインターフェイス部分が大きく変更された。最初期のシステムでは非公式にHTML、スタイルシートの一部が利用可能であったがこのリニューアルに伴いHTMLタグ、スクリプトの利用において直接的な利用に制限が設けられることになった。その際、MyHPでは顔文字をサポートするエディタが実装されユーザーが登録できる画像がHomeに掲載可能な3枚のみから無制限に変更になっている。
企業、タレント等とのコラボレーションが行われる際にはアバターが用意されると同時に特設的なMyHPが設置される事がある。
HOME
MyHPの顔ともいうべき、直接内容に訪れない限り最初に目にする画面にあたる。更新された投稿・来訪者の足跡・MyHPの紹介・目次が表示される。有料だが、カウンターをつけることもできる。
日記
必ず、右側にアバター画像が貼られる。画像も載せられ大きな場合リサイズされるが、場合によってはデータの原寸のサイズになってしまうこともあり右側に使用しているアバターがレイアウトされている都合上、あらかじめ小さめの画像にしておくのが望ましい。
プロフィール
自己紹介のためのページである。また、登録時に公開設定にして入力した情報が上部に表となり表示される。
カフェ友
旧システムでは申告した場合無条件に登録されていたが現在は被登録者の承認が必要であり、承認されることにより登録申請者のページでも名前が並ぶことになる。一覧表では更新状況が表示される。その名前から親密度を示すようにも勘違いされ低年齢層では諍いの元になることもあるが、実際には相互に更新状況を表示し明示的に訪問せずに近況を知るための機能である。
掲示板
無条件に閲覧、書き込みが可能な掲示板。訪問の挨拶、世間話等、第三者に見られても困らない内容が書き込まれるためのものであるが低年齢層の中には該当者以外の閲覧を極度に嫌う会員も多い。仕様としては会員であれば誰でも何れの書き込みに対してもコメントを付けることが出来、自分の書いた物については削除することも出来る。またそのページの管理者は任意の書き込み、コメントを削除することが可能。
アルバム
所持アバターアイテムレイアウトのスナップショットや、画像データを掲載することが出来る。容量に制限はなく、一時期制限の可能性がアナウンスされたが、最終的に制限はされていない。
Myメニュー
本、アンケートなどのカテゴリに分かれており、書評などを掲載する場所である。
リンク集
お気に入りのサイトのリンクを張ることができる。
足跡
訪問者の履歴。登録されたテンプレートの足跡メッセージが書き込まれるが、訪問者自身が足跡を消すことや上部入力欄から数行のメッセージを残すこともできる。
管理
ログインした場合に自分のMyHPのみで表示されるボタン。背景・スキン・足跡・カウンターの各ページの編集や管理ができる。

### チャット
- Javaで実装された通信部分のクライアントプログラムと、JavascriptやHTML等で作られたインターフェイスによるリアルタイムチャットが提供されていた。
- 通信部分はテキストの平文で送受され、ブラウザ側で特定の並びの文字列に対し、特定の表示、アクションを行う形で実装されている。その仕様上、通常の発言では使わないと思われる物の、URLの提示など制御する文字列と同等の発言があった場合、制御が実行され発言が化けた。
- また、その仕様を逆手に取り、利用しているアバター以外の顔を発言者の顔として表示することが可能であり、一部では遊びとして常用された。
- テキストチャット、アバターチャット、1:1チャットが存在した。
- 3種のチャットはどれも基本は同一であり発言の左側に装着しているアバターアイテムの顔が描画され、その隣に名前、発言と並んで表示された。
- 1:1チャットは簡易版となりウィンドウは小さく、強制退室など複数人で無ければ不要な機能は削除されていた。
- アバターチャットはテキストチャットのフレームを上下に2分割し、上部にアバターを表示されていた。
- アバターはマウスのクリックにより移動が可能で、メイン部分にテキストとして表示されるのと同時に上部にも発言は吹き出しとして表示された。
- その表示のレイアウト上、最大の入室人数は6名。同サイトの特徴とも言うべきアバターを利用したチャットではあるが実際には処理が増えることによる負荷やそれに伴う接続の不安定さ、入室人数の少なさ等を懸念し当初よりテキストチャットを使うユーザのほうが多い状況であった。
- 当初のシステムでは入室したチャットルームが別ウィンドウで開き、複数のチャットルームに入室することが可能であった。
- 2004年12月9日にシステムのリニューアルが行われた。
- 人数の設定範囲が変更になりチャットウィンドウはメインウィンドウ内フレームに配置、複数のチャットルームへの入室は出来なくなった。
- また基本的な構造は同じままだがJavaScriptの多用、スタイルシートの多用等により従来のシステムよりも負荷は高くなった。
- その構造上、初期のシステムからHTMLタグ、スクリプトがチャットでの発言でも利用可能であったが音声の配信などの利用方法を生む反面、チャット荒らしも現れるようになった。
- 当初は発言をフィルタすることにより対処していたが2007年5月24日にクライアント部分の文字列置換による使用の制限が行われ、自分へのエコーバック以外ではHTMLタグやスクリプトは利用できなくなった。
- この際のクライアントの変更によりMicrosoft製のJavaランタイムや古いSunのJavaランタイムのユーザはチャットを利用できない事態となり、チャット自体の参加人数は対策前よりも遙かに激減し下降線を辿るようになる。
- また互換性の問題によりJavaRuntime6 Update7のみがサポート対象となり、JavaRuntime6 Update 10以降をインストールしたユーザも利用できない状態に陥る。
- 対策については別途システムを開発することにより回避することが予定されていたがこれについても事業の優先順位、社内リソースの問題から先送りになり撤回され、閉鎖まで実装されることはなかった。

## 有料サービス
ここに挙げるサービスは必ずしも金銭が発生するわけではなく商品券、回数券など、イベント、条件により無償で得られる物によりサービスを享受できるものも存在する。
アバター
初期設定では、ボディー・Cafesta Tシャツ・ジーンズ・靴の状態。これに入会時に頒布される商品券2枚にて、モールでアイテムと交換し飾ることが出来た。モールで入手できるアイテムには無料の物が数個と商品券で交換できる物、商品券では交換できない物が存在し他社とのコラボレーションにより作成されたアバターについてはカフェスタキャッシュのみによる決済になることが多い。2008年12月8日より商品券の無償での配布が終了したため、キャッシュを利用しない場合、下記のガチャガチャのアイテムのみ入手可能となる。また、それと同時に初期のアバターを着飾るための無料アバターが用意され複数の衣服、髪型、背景が利用可能である。
MyHP
スキン（背景）は一時期は無料でも複数存在したが、現在ではカラーバリエーションが選べるのみである。モールにて、商品券、もしくはカフェスタキャッシュによって画像を用いたスキンに変更することが可能になっており、カフェスタPassport会員は、従来のレイアウトに加え、BlogタイプのMyHPに変更することも可能。
ガチャ
カフェスタガチャは1回100円もしくは回数券ででき、「最新ガチャ」「前ガチャ」「懐ガチャ」がある。回数券は3枚300円、5枚480円、10枚900円で購入、もしくはカフェスタくじ、クリックゲーム、ログインカレンダーで手に入る。「懐ガチャ」は3種類あり、毎日0時00分に取り替えられる。2008年12月8日より、商品券が付与されていたケースについてもガチャ券が頒布されることとなった。アイテムは重複することもありアイテムが確定した時点でカフェスタポイント5ポイントへ交換するかアイテムとして入手するかを選択でき、不要になったアイテム3つにつき1枚のガチャ券との交換も可能である。
カフェスタPassport
2008年11月11日より開始された無料会員との差別化を図るサービス。
- メッセージ装飾機能
- メッセージの無期限保存
- 日記の文字列による検索
- 新規サービスの優先利用権
- パスポート会員証の発行

等が利用できる。加えて12月29日から、
- 一部限定アイテムを除くアバターアイテムを50%割引価格で購入する事が出来る

というものが加わる。月額は315円。クレジットカード決済のみであったが、後にカフェスタキャッシュによる決済がサポートされることとなった。但しカフェスタキャッシュの場合は特典が異なり、また350caが料金として設定されている。更新を停止しない限りは毎月自動的に継続利用とされ、引き落としが行われる。開始直後より新規キャンペーンとして、
- 1000ca付与（クレジット決済のみの特典で、2008年12月31日迄）
- パスポート会員のみが利用可能なアバターの提供（月ごとにアイテムが変更になる模様）
- 一月につき、30個までのアバターを自由に入手可能（月が変わった場合権利は繰り越されない。12月31日をもって終了）

等の特典を受けることが出来る。決済方法の変更は退会の後、再度入会処理をする必要がある。
チケット
システム利用の有料化に伴い導入され、2009年1月後半に実装予定となっていたもの。無料会員とパスポート会員の間程度の価格設定と機能が予定されていた。
事前の情報では100円程度とされていたがスケジュールの白紙化により事実上有料化が撤回され、提供は開始されていない。

### 終了、廃止されたサービス
BGMサービス
MyHPでBGMを配信するサービス。モール内にあるサウンドアイテムショップにて、チケットを購入する事により月額の支払いをチケット形式で行うことでBGMを配信することが可能になるサービス。
月額100caで2曲迄利用できる「ブルーチケット」と、300caで曲数制限なしの「グリーンチケット」の2種類が存在した。この場合の制限とは選択出来る曲の数を示し、サービス開始時には「ブルーチケット」が試用のために頒布された。
カフェスタゲーム
アバターを利用して対戦できるオンラインゲームが提供されていた。
基本的には有料のサービスではあるがゲームチケットは1日1回入手が可能であり、4枚まで同時の保持でき無料でも参加することは可能であった。
ゲームは大富豪、ジェムシェイカー、トレジャーハントが提供されていた。
カードゲーム「大富豪」で1枚、パズルゲーム「ジェムシェイカー」で2枚、すごろくゲーム「トレジャーハント」で3枚ずつ消費される。
別途フリーパスとして30日間262.5ca、60日間420ca、90日間630caのチケットも有料で提供されていた他、ゲーム中に利用できるゲームアイテムが1アイテムごと84～210ca程で販売されていた。

## イベント
ログインスタンプ
毎日ログインしてスタンプをためる。毎月15日ログインで回数券が、毎月25日ログインで商品券、毎日ログインで限定アイテムがもらえる。但し「ログイン」作業が必要であり、日をまたいだ状態でログオン状況にあってもスタンプは付与されない。2008年12月8日より特典が変更され商品券の付与、限定アイテムの付与は廃止された事により毎月15日ログインすることによるガチャ回数券のみが提供されるようになった。
以下のイベントは不定期に行われるが、最近は行われていない。
クリックゲーム（ホーム）
はずれ（無制限）、3ポイント（一日5回）、10ポイント（一日3回）、50ポイント（一日1回）が当たるイベント。概ね一週間から10日程度連続して開催されるイベント。ホームボタンクリックしキャラクターが「Click me!」といっているバナーがランダム位置に表示されるのをクリックすることで、結果を確認できる。希に当たる賞品にアバターが含まれ、多くは同サイトマスコットであるカフェスタ君をモチーフとしたものである。
サイコロゲーム（サイコロ）
一日1回サイコロを振りゴールを目指す。ますごとにポイントの増減等のイベントが設定されている。ポイントはマイナスを記録することもあるが、その場合は手持ちのポイントは増減しない。レギュラーイベントであったが、現在は期間限定イベントとなった。また、ポイント増減の幅は終了日に近いほど振れ幅が大きくなる。ゴールすれば全員にアイテムが配られたり上位入賞者にはスペシャルアイテムをもらえたりすることもある。ゴールできなければゲームの内容は全て無効になる。